# Домашна кокошка
Квачка пренасочва насам.  За групата звезди вижте Плеяди (звезден куп).
Пиле пренасочва насам.  За други значения вижте Пиле (пояснение).
Домашните кокошки (Gallus gallus domesticus) са подвид средноголеми птици от семейство Фазанови (Phasianidae), одомашнена форма на дивата банкивска кокошка (Gallus gallus). С общ брой от повече от 24 милиарда (2003) те са по-многобройни от всяка друга птица, както и най-многочисленото и широко разпространено одомашнено животно на планетата. Кокошките се отглеждат основно за производство на месо и яйца, но от тях също така се добива пух и перушина. Много породи кокошки се отглеждат като домашни любимци, а в някои страни от Югоизточна Азия са застъпени и породи за борба. Ембрионът на домашната кокошка е класическа културелна среда във вирусологичните изследвания, а кокошката е най-разпространената лабораторна птица.

## Произход
Домашната кокошка е одомашнен представител на дивата банкивска кокошка, поради което е класифицирана като неин подвид. Доказателство за това е, че дивите и питомните представители могат да се размножават помежду си. Банкивската кокошка е класифицирана в род Кокошки обитаващи дивата природа от Индия на запад до Филипините на изток и от южен Китай на север до Индонезия на юг. Освен този вид към рода спадат още три: сива кокошка (Gallus sonnerati), цейлонска кокошка (Gallus lafayettei) и зелена кокошка (Gallus varius). Нов генетичен анализ доказва, че жълтата кожа на домашните кокошки се дължи на резултат от хибридизация на кокошките с дивата сива кокошка. Според традиционната представа в птицевъдството както се посочва в Енциклопедия Британика (2007 г.): „Хората за първи път опитомяват кокошката от индивиди с индийски произход, за да ги използват при бой с петли в Азия, Африка и Европа. В началото на опитомяването им почти не се е обръщало внимание на продуктивните качества за добива на яйца или месо...“ Според едно от проучванията обаче се предполага, че първоначалното одомашняване на съвременните кокошки е станало на територията на днешен Тайланд. По-късно обаче допълнително породообразуване е възникнало на много места по света в Северна и Южна Америка, Европа, Близкия изток и Африка.
Ранните места на отглеждане на домашни кокошки се идентифицират по наличите на необичайно струпване на кости на места, извън естествените горски местообитания на банкивската кокошка. Кокошки се отглеждат от културите Яншао и Пейлиган в Китай през 6 – 5 хилядолетие пр.н.е., а според някои данни от Виетнам там това става още през 7 хилядолетие пр.н.е.
Данни за отглеждане на кокошки през 3 хилядолетие пр.н.е. се наблюдават при археологическите разкопки в Харапа и Мохенджо-Даро в днешен Пакистан, а лингвистичният анализ показва, че кокошки отглеждат и австронезийските народи по време на тяхното разселване в Югоизточна Азия и Океания. На север отглеждането на кокошки се разпространява през Таримската котловина към Иран и през 3 хилядолетие пр.н.е. достига до Югоизточна Европа. В края на хилядолетието те стигат до Сирия, а в Египет се появяват в средата на 2 хилядолетие пр.н.е., но там до Елинистическата епоха те се използват главно за боеве с петли, а не за стопански цели.
Въпросът за възникването или появата на домашната кокошка в Европа, на Балканите и в България стои открит. Възможно е да е била пренесена от изток до Балканския полуостров по 3 пътя – по Северното Черноморие (през Добруджа), по море и по Южното Черноморие (през Мала Азия и Босфора). Многобройните свидетелства (костни останки) обаче, от палеолит (Кавказ) до неолит, енеолит, бронзова и желязна епоха (от Грузия, Украйна, Русия, Беларус, Румъния, Гърция и България) доказват само едно – че в Източна Европа местни диви кокошки от рода Gallus са доживели до холоцена. Това позволява да се допусне и че одомашняването на кокошката е станало в повече от един център, т.е. не само в Югоизточна Азия. Финикийците разпространяват кокошките в Средиземноморието, а в Западна Европа те достигат значително по-късно, през 1 хилядолетие пр.н.е. Отглеждането на кокошки нараства в Римската империя, но през Средновековието запада. Данните за разпространението на кокошките в Африка са оскъдни, като се предполага, че то протича в началото на 1 хилядолетие – най-старите находки са от около 5 век в Мали, Нубия, Източна и Южна Африка. Предполага се, че отглеждането на кокошки се разпространява чрез търговията в Индийския океан, долината на Нил и транссахарските пътища.
Въпросът за отглеждането на кокошки в Америка преди европейските завоевания е спорен, но наличието на породи със сини яйца, срещащи се само в Америка и Азия, подсказва, че първите американски кокошки имат азиатски произход.

## Терминология
Дългото съжителство на хората с домашната кокошка е създало нуждата от описване на отделните възрастови, полови и продуктивни категории сред птиците от вида. В българския език също успяват да се наложат терминологични особености, които характеризират отделните птици:
- Пѝле – млади новоизлюпени, неоперени и вече оперени, но незрели птици.
- Я̀рка – млада женска птица преди пронасяне.
- Петлé, петéл – мъжка птица, съответно незряла и зряла.
- Кокошка, Кокошка носачка, Носачка – женска кокошка, снасяща яйца.
- Квàчка, Клóчка – женска кокошка с развит мътачен инстинкт, който след излюпване преминава в майчин.
- Пиле бройлер, Брòйлер – птица от вида с развити месодайни качества, угоявана с цел производство на месо.

Други
- Кукурѝгане – звук, който издават периодично половозрелите петли, определян като „ку-ку-ри-гу-уууу“.

- Кудкудя̀кане – звук, който издава кокошката малко преди да снесе, определян като „куд-ку-дяяяк“.
- Квàчене, клóчене – звук, който издава кокошката по време на мътене и след излюпване с цел да сбира пиленцата. Звуково се оприличава като „клок-клок“.
- Пóлог – изкуствено създадено гнездо, в което кокошката снася или мъти яйцата.
- Стокови яйца – яйца, предназначени за продажба в търговската мрежа или за влагане в хранително-вкусовата промишленост.
- Развъдни яйца – яйца, предназначени за инкубация.
- Кýрник – помещение за кокошки.
- Кацàлка – дървен прът или друг пригоден за целта предмет в клетка или курник, даващ възможност на кокошката да нощува, кацнала върху него.

## Общи сведения
Кокошките са всеядни и при свободно отглеждане тяхна храна са както семена, треви и листа, така и червеи, охлюви и дори по-едри животни, като гущери и мишки. В условията на интензивното птицевъдство тази храна не успява да осигури нужните за растежа хранителни вещества. Ето защо птиците се хранят със специални фуражи, с добавени в тях микроелементи и аминокиселини. Фуражът за отделните категории птици в зависимост от продуктивните качества, както и възрасти и различен и е балансиран с цел да осигури оптимален растеж на птицата.
Кокошките живеят между пет и единадесет години в зависимост от породата и условията на отглеждане. При интензивно промишлено отглеждане за месо, пилетата обикновено се колят 6 седмици след излюпването, а при свободно или органично отглеждане – след около 14 седмици. Кокошките от специализирани породи за яйца снасят до 300 яйца годишно, но след 12 месеца добивът намалява и те обикновено също се използват за месо, често в преработен вид. Най-възрастната кокошка, според Книгата на Гинес, умира от сърдечна недостатъчност на 16 години.
Възрастните домашни кокошки (женската, наричана също кокошка, а мъжкият – петел) тежат от 1,5 до 5 kg в зависимост от породата (Джерсейският гигант до 7 kg). Нормално е петлите на Gallus gallus domestica да тежат с около 1 kg повече от женските. При тях се наблюдава ярко изразен полов диморфизъм. Мъжките се отличават с по-ярко оперение, което е най-силно обособено на дългата им пищна опашка и на шията. При петлите на задната повърхност на краката се образува добре изразена шпора. Това е рудиментиран пети пръст, който често е ценен белег при борцовите породи петли. Наблюдава се и разлика в размера и формата на гребена и околоушките. Те са органи повлияващи благоприятно терморегулацията на организма като регулират количеството на преминаващата кръв и охлаждането и. При различните породи гребените се различават по форма. Те биват листовидни, розовидни, граховидни и други. Гребенът при петлите при болшинството от породите е значително по-едър от този на кокошките. Клюнът е леко извит, а оцветяването му както и това на краката варира от бяло до черно, като обикновено и жълто или розово. При някои от породите се наблюдава оперение по краката стигащо дори до пръстите – т.нар. „гащати“ породи кокошки.
Въпреки че са леки птици, домашните кокошки не могат да летят на дълги разстояния. Обикновено размахват криле като си помагат и със скок, за да прескочат ограда или кацнат на дърво или по-висока кацалка. Малките пилета обикновено са способни да прелитат по-дълги разстояния, но правят това по-скоро с цел избягване от опасност.
Домашната кокошка е стадно животно и се движи на ята, в които е изградена определена структура. Имат и общ подход към инкубиране на яйцата и отглеждане на пилетата. Още при пилетата се проявяват определени индивиди, които да доминират над останалите. Те първи кълват от храната, а с нарастването и достигане на полова зрялост – и до достъпа към местата на гнездене. В случаите, когато от ятото се премахне квачка или петел, се наблюдава временно прекъсване на този социален ред, докато не се установи нов. Внасянето на млади птици към стадо с вече изградена структура може да доведе до насилие и нараняване между кокошките.
Кокошките снасят и мътят яйцата в изградени от хората гнезда, наречени полози. Много често обаче птиците снасят на други места, които смятат за подходящи или направо върху земята. В условията на интензивното птицевъдство това е неизгодно. Поради тази цел в полозите се поставят яйца от други кокошки или бутафорни яйца с цел птицата да се приучва къде да снася.
Звуците, които издават, се изразяват в кукуригане на петлите. С това мъжките птици оповестяват територията си или кукуригат в случаи, когато са притеснени от външен фактор. След снасяне кокошките кудкудякат. В случаите, когато са притеснени от човек или животно, от което усещат заплаха, птиците от всички възрасти издават характерен кудкудякащ звук, издаващ безпокойство.

## Породи
В резултат на продължителното отглеждане и в резултат на интензивната намеса на човека са създадени различни породи на домашната кокошка. Първоначално тези породи са били свързани с определен географски район, но по-късно в резултат на развъдно-подобрителната работа птиците от отделните породи са придобивали желаните от селекционерите качества и районите на разпространение се смесили. По света са известни над 400 породи кокошки, по разнообразие от форми, големина, оперение няма друга домашна птица с толкова големи различия във вида. Породите се различават помежду си по външни признаци – вид на гребена, цвят на оперението, цвят на кожата, цвят на околоушките и други, и по продуктивните качества – носливост и месодайност. Според формата на гребена има различни кокошки с розовиден, граховиден, чашевиден, роговиден и дори без гребен. Някои породи снасят яйца с тъмнокафява черупка, други със синьо-зелена. Има и гиганти с тегло над 5 – 6 kg и джуджета с тегло под 0,5 kg. При кокошките като първо от направленията се очертава производството на яйца. За целта са създадени високопродуктивни породи с яйценосно направление. За отглеждането на птици в малки ферми и селски дворове са подходящи породи със смесено предназначение като едновременно да удволетворят нуждите от месо и яйца. След края на Втората световна война бурно развитие получава и производството на птиче месо от пилета бройлери. За тази цел се използват специализирани породи с висока маса. Без стопанско значение, но желани сред колекционерите, са и представителите на другите два типа породи – декоративни и борцови. Така най-известните породи могат да се разделят в следните групи:
- Кокошки за яйца – легхорн, черна шуменска кокошка, руска бяла кокошка, ушанка, прикарпатска зеленоножка. Кокошките от тези породи са със сравнително ниска жива маса. В края на яйценосния период една носачка достига тегло едва от 1,7 – 1,9 kg, а в началото е 1,2 – 1,3 kg. Тези птици имат леки кости, оперението им е плътно и са много енергични. Отличават се и с висока скорозрелост – първото яйце се снася преди 20 седмична възраст.

- Кокошки за яйца
- Бял легхорн
- Посребрен легхорн
- Черен легхорн
- Червен легхорн
- Черна шуменска кокошка
- Прикарпатска зеленоножка
- Кафяв легхорн

- Кокошки за месо – корниш, кохинхин, брама, ла флеш, фаверол. Кокошките от това направление имат спокоен темперамент, но изразходват повече фураж за 1 kg яйчна маса или за 1 kg месо в сравнение със специализираните породи.

- Кокошки за месо
- Черен корниш
- Светла брама
- Жълт кохинхин
- Ла Флеш
- Петел и кокошка Фаверол

- Кокошки за яйца и месо – родайланд, старозагорска червена кокошка, нюхемпшир, доркинг, плимутрок, кревкьор, худан, джерсийски гигант, хамбургска кокошка, адлерска сребриста кокошка, първомайска кокошка, доминикска кокошка, виандот, щантеклер. Птиците са с изключително спокоен характер. Изразходват по-малко количество фураж за достигането на 1 kg жива маса.

- Кокошки за яйца и месо
- Родайланд
- Старозагорска червена кокошка
- Нюхемпшир
- Кокошка и петел Доркинг
- Пъстър плимутрок
- Кревкьор
- Кокошка и петел Худан
- Джерсийски гигант
- Хамбургски петел и кокошка
- Адлерски сребристи кокошки
- Сребрист виандот

- Декоративни породи – сибрайт, копринена кокошка, бентамка, падуан. Срещат се породи с наличие на гащи, брада, бакенбарди, качулка, пети пръст, мултиплени шпори, липса на опашка, липса на оперение в областта на шията. Създадени са дори и кокошки без оперение. При някои породи са създадени характерни мутации в оперението, а други са носители на гени за късокракост.
- Борцови породи – суматра, малайска, нанкин, азил, индийска черна, куланги́, московска борцова, английска борцова, новоанглийска борцова, мадагаскарска (с неоперена шия). Произхождат предимно от Югоизточна Азия. Индивидите са масивни, удължени, създадени за бой между петли.

- Декоративни и борцови породи
- Декоративна кокошка – 
Сив сибрайт
- Декоративна Копринена кокошка
- Борцов петел – Суматра
- Борцов малайски петел

- Гласовити породи – юрловска гласовита, бергска гласовита, косовска гласовита, аям кетава, аям пелунг, томару. Издават звук около 8 – 12 секунди. Създадени са дори и породи, при които продължителността на кукуригане е над 30 секунди.

- Гласовити породи
- Юрловски гласовит петел
- Юрловски гласовит петел (украинска популация)
- Бергска гласовита кокошка (Германия)
- Бергски гласовит петел
- Индонезийска порода 
Аям Пелунг
- Пеещ петел порода 
Аям Кетава
- Гласовит петел Томару
- Косовски гласовит петел

- Универсални породи – орловска, холандски бял гребен, араукана. Комбинирани породи за производство на яйца, месо, борцови и декоративни цели.

- Универсални породи
- Универсална Орловска порода, сорт Калико
- Универсална порода – Холандски бял гребен
- Петел от декоративно-яйчна порода Араукана-джудже

## Размножаване
Половата зрялост при домашната кокошка настъпва на около 5-месечна възраст. Наблюдава се значителна породна разлика като при по-скорозрелите породи е възможно да настъпи и по-рано. При женските се проявява с пронасянето на яйца. Първоначално те са дребни и с неправилни черупки, но постепенно достигат нормална форма и размер.
Кокошите яйца варират по цвят в зависимост от кокошката, обикновено яркобели до кафяви, а също и синкави, зеленикави и по-скоро светлолилави (от порода Араукана, разпространени в Южна Азия).
Цветът на яйцата, които снася кокошката, може да се определи по ушните миди на кокошката. Кокошките с бели ушни миди снасят кристално бели яйца, докато птиците с тъмни ушни миди снасят кафяви яйца. Преди снасяне издават характерното кудкудякане. При петлите се характеризира с усилване на половото влечение, мъжките птици често се бият помежду си, кукуригат. В съвременното птицевъдство много от породите кокошки са загубили мътачния инстинкт. Това увеличава както и периода на яйцеснасяне на птиците, така и увеличава производителността на пилета като се използват инкубатори.
Домашната кокошка има стаден инстинкт и обикновено за един петел са нужни няколко женски. При различните породи това съотношение е различно, но обикновено в развъдните стада за доброто оплождане на яйцата е нужно един петел да има от 8 до 12 кокошки. При породите с по-буен темперамент е нужно да се увеличи броят на кокошките. Породите кокошки за стокови яйца могат да се отглеждат и без петли. Обикновено една кокошка може да снася в продължение на 10 години. В промишлените стопанства обаче е икономически изгодно кокошките да снасят в продължение на около една година. С напредване на възрастта броят на снесените яйца пада с 10 до 15 % на година. Икономическата изгода на племенните птици в стадата е да бъдат отглеждани около 2 до 3 години.
По-примитивните породи снасят малък брой яйца. Селекцията при яйценосните породи е довела до висока продуктивност на птиците изразяваща се в снасяне на 250 до 280 яйца за календарна година.

### Естествена инкубация
Нормално някои от женските кокошки в стадото развиват усилен мътачен инстинкт проявяващ се с промяна в поведението. Кокошката става по-кротка, издава характерен звук, в началото снася, но постепенно престава и проявява склонност към мътене. През този период събира яйца, както снесени от нея, така и снесени от други кокошки в полога. Птицата постепенно остава целодневно в гнездото като мъти яйцата под себе си. Излиза за кратко навън само с цел да се нахрани и пие вода. Обикновено оптималният брой яйца за мътене от една кокошка е 15 – 17, но са възможни и разлики в повече и по-малко.
В съвременното промишлено птицевъдство се разчита на отглеждане на птици загубили инстикта си за мътене. Загубата му е икономически изгодна с цел да се увеличи периодът на снасяне на птицата, която губи време в мътене и отглеждане на малки, изразяващо се и в загуба на фураж. По-примитивните птици обаче са съхранили този инстинкт и са склонни да мътят яйца и отглеждат пилета. Обикновено този начин на размножаване на кокошки днес продължава да бъде ефективен и в селските дворове. В случаи, когато няма кокошка, която да мъти яйцата, може да се използва пуйка. Този вид домашна птица не е загубила инстикта си за мътене и същевременно е по-едра и позволява да се заложат по-голям брой яйца. Мътенето на яйцата продължава 21 дни.

### Инкубация
Яйцата на домашната кокошка могат да се инкубират в изкуствени условия. Този начин на размножаване на птиците като се използва помощта на технологиите и човешкия труд е добре развит при промищленото птицевъдство. Мястото, където се инкубират яйца и се люпят пилета, се нарича люпилня. Всяка от тях е снабдена с инкубатори и е изградена по начин позволяващ приема на яйца и експедицията на новоизлюпените пилета. Яйцата за люпене предварително се подбират. Годни за инкубация са яйца със здрава черупка с тегло около 55 – 60 грама. Малките яйца снасяни в началото на яйценосния период са негодни за люпене поради повишената смъртност при новоизлюпените пилета. При по-едрите яйца люпимостта намалява значително. Нужно е и яйцата да бъдат пресни. Оплодените яйца се излюпват след около 21 дена, при инкубиране в подходящи условия – 37,5°C и около 55% относителна влажност (повишаването на влажността до 70% през последните три дена от инкубацията помага за излюпването, тъй като размеква черупката на яйцето). Трябва да се обръщат редовно по време на началните стадии на инкубация, като през последните дни преди люпене е нужно да се намали, защото пилето в яйцето започва да губи ориентация. Ако яйцата не се обръщат често през първите дни на инкубация, ембрионите се увреждат от контакта с черупката и се излюпват с деформации. Някои инкубатори автоматично обръщат яйцата, като това наподобява нормалното поведение на кокошката, която неколкократно размества яйцата всеки ден по време на мътенето.

### Люпене и отглеждане на пилетата
След 21 дни пиленцата се излюпват по различно време. След излюпването на пиленцата майката не става веднага, тя лежи за да могат те да закрепнат. В първите седмици пиленцата са изцяло зависими от квачката. Тя се грижи за пиленцата в продължение на няколко месеца и през това време им помага да се хранят, пият вода, пази ги от хищници и така нататък.
След като пиленцата пораснат и станат напълно способни да оцеляват сами, квачката ги отбива. Известно време след отбиването тя започва да снася яйца и това е сигурен признак, че майката вече е отбила пиленцата.

### Методи на развъждане
Основните методи в развъждането на домашните птици и най-вече при домашната кокошка са чистоплодното развъждане и кръстосването. И при двата метода се цели изменение и обогатяване на наследствеността при птиците с оглед постигане на по-висока продуктивност и жизненост.

#### Чистопородно развъждане
При този начин на развъждане се съешават птици в рамките на една порода. Методът се прилага най-широко в племенните птицевъдни ферми. Главната задача при него е да се усъвършенстват продуктивните и племенните качества в желаната за селекцията насока. Заедно с това обаче е нужно да се запазят и специфичните фенотипни и генотипни особености на породата. При този метод породата може да се поддържа и усъвършенства в линии и фамилии.
Линията представлява достатъчно многочислена група птици, които имат общ, изтъкнат с племенните си качества прародител и сходство с него по отношение на продуктивните му признаци, типа на телосложението и жизнеността. Продуктивността на подобни линии е най-малко с 10 – 15% по-висока от средната за стадото, от което те произхождат. Линията е добре функционираща и перспективна в случаите, когато се състои от множество фамилии. Начело на всяка от фамилиите стои кокошка носачка с определени изявени продуктивни качества. Линията се разчленява на клонове от отделни мъжки потомци на родоначалника, наречени подлинии.

#### Кръстосване
Кръстосването е вторият метод, при който се съешават птици от различни породи – две или повече. Полученото поколение се нарича кръстоски. Методът се използва с еднакъв успех както в племенните, така и в стоковите птицеферми. Целта е свързана със създаване на нови породи с по-висока продуктивност или на птици с изявен хетерозисен ефект за стоково използване. Различават се няколко вида кръстосвания:
- Възпроизводително.
- Последователно.
- Променливо.
- Промишлено.
- Облагородително (впръскване на кръв).

## Болести на домашната кокошка
Домашната кокошка е вид, който заболява от голям брой болести нанасящи значителни икономически вреди в птицевъдството. Кокошите ембриони по време на мътене също развиват различни патологични състояния, които са класифицирани като отделен тип. Възрастните птици боледуват от незаразни заболявания, които са свързани основно с начина на отглеждане и хранене на кокошките, отравяния, различни видове външни и вътрешни паразити както и вируси и бактерии. Само малък брой от заболяванията при домашната кокошка са опасни за хората.

### Болести на птичия ембрион
Болестите на птичия ембрион са в причинно-следствена връзка с патологичните отклонения на яйцето и новоизлюпеното пиле от една страна, и с отклонението от оптималните параметри на външната среда от друга. Класификацията на ембрионалните заболявания е на базата на типа на патогенния характер:
- Незаразни болести.
  - Болести, причинени от наследствени фактори.
  - Болести, причинени от алиментарни фактори.
  - Болести, причинени от неправилно съхранение на яйцата.
  - Болести, причинени от нарушен режим на инкубация.

- Заразни болести.
  - Болести, причинени от вируси.
  - Болести, причинени от бактерии.
  - Болести, причинени от микроскопични гъби.

### Болести на птицата

#### Заразни болести
| Заболяване                 | Общоизвестно наименование | Причинител                                  |
| Аспергилоза                |                           | гъбички от род Aspergillus                  |
| Инфлуенца                  | Птичи грип                | Avian influenza A virus                     |
| Ботулизъм                  |                           | токсин отделен от Clostridium botulinum     |
| Кампилобактериоза          |                           | бактерии от род Campylobacter               |
| Настинка                   |                           | вируси                                      |
| Червенка по птиците        |                           | Streptococcus pyogenes                      |
| Холера по птиците          |                           | бактерия от вида Pasteurella multocida      |
| Шаркодифтерит              |                           | Fowlpox virus                               |
| Инфекциозен ларинготрахеит |                           | Gallid herpesvirus 1                        |
| Инфекциозен бронхит        |                           | Avian infectious bronchitis virus           |
| Инфекциозен бурзит         | Гумборо                   | Infectious bursal disease virus             |
| Заразна хрема              |                           | бактерия Hemophilus paragallinarum          |
| Лимфоидна левкоза          |                           | Avian leukosis virus                        |
| Марекова болест            |                           | Gallid herpesvirus 2                        |
| Кандидоза                  | Млечница                  | гъби от род Candida                         |
| Респираторна микоплазмоза  |                           | микоплазма от вида Mycoplasma gallisepticum |
| Псевдочума по птиците      | Нюкясълска болест         | Newcastle disease virus                     |
| Некротичен ентерит         |                           | бактерия Clostridium perfringens            |
| Орнитоза                   |                           | бактерия Chlamydophila psittaci             |
| Салмонелоза                | Паратиф                   | различни видове Салмонели                   |
| Улцеративен ентерит        |                           | бактерия Clostridium colinum                |
| Туберкулоза                |                           | бактерия Mycobacterium avium                |

#### Паразитни болести
| Заболяване                       | Общоизвестно наименование | Причинител                                        |
| Хистомоноза                      | Черноглавка               | паразитен протозой от вида Histomonas meleagridis |
| Кокцидиоза                       |                           | паразитни протисти от подклас Кокцидии            |
| Опаразитяване с гамазови кърлежи | Кокошинка                 | външен паразит Dermanyssus gallinae               |
| Опаразитяване с аргасови кърлежи | Кокоши кърлеж, Капуш      | външни паразити Argas persicus и Argas reflexus   |
| Сингамоза                        |                           | нематод он вида Syngamus trachea                  |
| Кнемидиокоптоза по краката       | Краста по краката         | кърлежчето Knemidocoptes mutans                   |
| Кнемидиокоптоза по тялото        | Краста по тялото          | кърлежчето Knemidocoptes laevis                   |
| Токсоплазмоза                    |                           | протозой Toxoplasma gondii                        |
| Нематодози                       | Глисти                    | различни видове нематоди                          |

#### Незаразни болести
| Заболяване                             | Общоизвестно наименование            | Причинител            |
| Мека гуша                              |                                      | неправилно хранене    |
| Задържане на яйца в коремната празнина |                                      | извънгабаритни яйца   |
| Мастна дегенерация на черния дроб      |                                      | небалансилано хранене |
| Авитаминози                            | Рахит – при авитаминоза на витамин Д | небалансилано хранене |
| Канибализъм и кълване на яйцето        |                                      | лоши привички         |

#### Отравяния
Отравянията са разнообразни и са свързани с влагането на голямо количество или некачествени компоненти във фуража за птици. Едно от най-опасните отравяния предизвикващо големи щети е отравянето на пилета с готварска сол, т.нар. „солево отравяне“. Възможни са отравяния с различни микроелементи като фосфор, арсен, живак, кобалт и други, както и с препарати използвани при растителната защита на полето – хлорорганични, фосфорорганични и карбаматни инсектициди, фунгициди хербициди и други.